# Обухович, Ольгерд
Ольге́рд Обухо́вич (бел. Альгерд-Якуб Рышардавіч Абуховіч; 25 июня (6 августа) 1840, Калатичи, Бобруйский уезд — 10(22) августа 1898, Слуцк) — белорусский писатель, переводчик.

## Биография

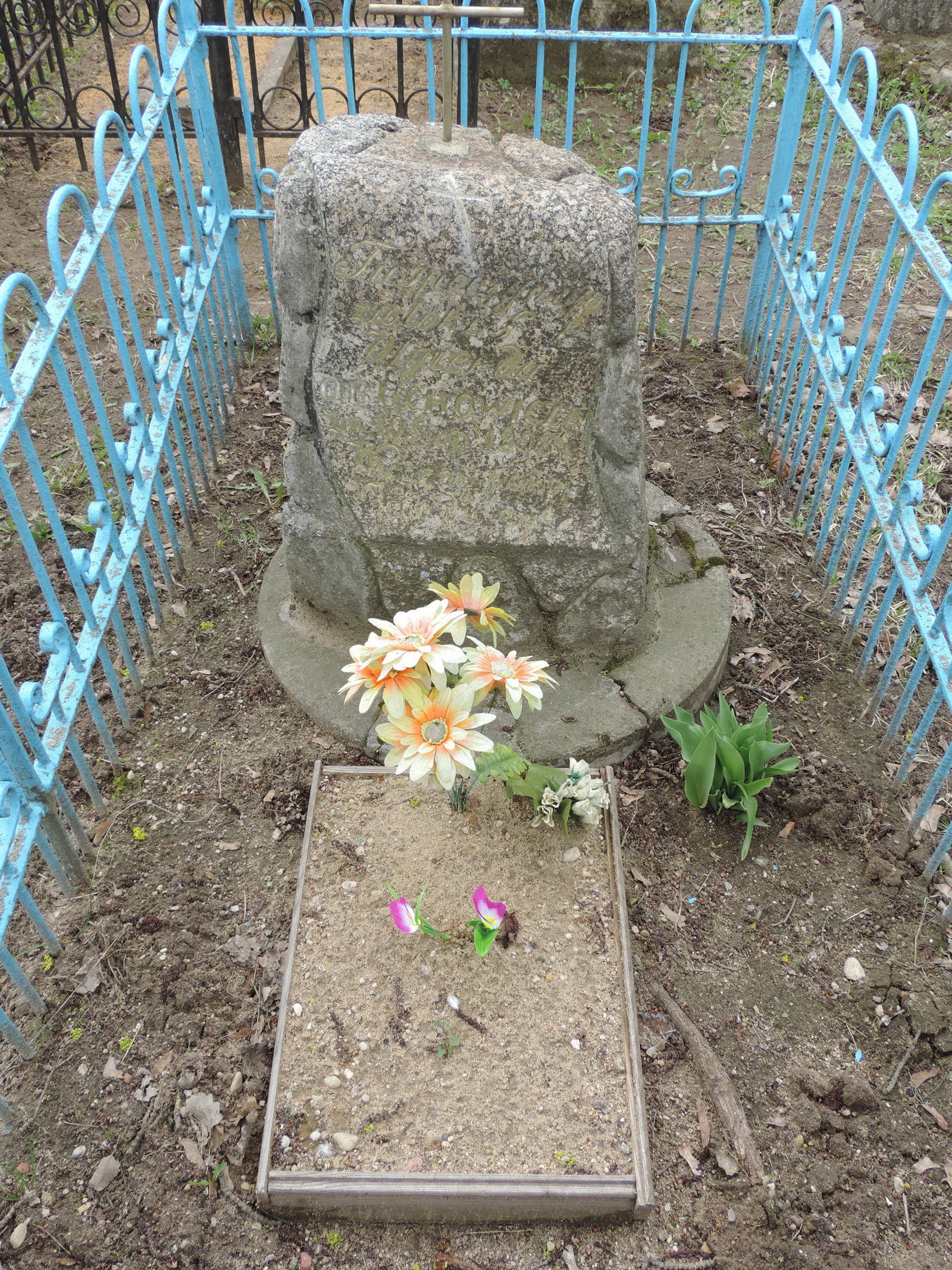
Могила Ольгерда Обуховича в Слуцке

Происходил из шляхетской семьи (родители: Ричард и Каролина Обуховичи), связанной по женской линии с итальянским графским родом Бандинелли, отсюда литературные псевдонимы: Граф Бандинелли, Olgerd gr. Bandinelli.
В 1852—1854 учился в Слуцкой кальвинистской гимназии. Позже, во время путешествий по Европе, когда Обухович жил в Женеве, его интерес к кальвинизму усилился. Позже перебрался во Францию. В это время он побывал почти во всех европейских странах и усовершенствовал свои знания в английском, французском, немецком и итальянском языках. Позже это помогло ему в работе переводчиком.
Участвовал в восстании 1863—1864 гг., был сослан в Сибирь. По возвращении хотел раздать свою землю крестьянам, но из-за сопротивления семьи покинул имение и поселился в Слуцке, где занялся репетиторством и литературой. В Слуцке вокруг него собралась творческая молодежь.
Умер в 1898 году. Похоронен на Слуцком кладбище.

## Творчество
Один из родоначальников (вместе с Ф. Богушевичем) жанра басни в белорусской литературе. («Оборотень», «Старшина», «Собрание», «Суд», «Волк и лиса»).
Придерживался принципа народности литературы, писал в русле критического реализма. Был знаком с Ф. Богушевичем. Переводил на белорусский язык произведения польской, русской и западноевропейских литератур, в том числе И. Крылова, А. Пушкина, М. Лермонтова, А. Мицкевича, М. Конопницкой, В. Сырокомли, И. В. Гёте, Ф. Шиллера, В. Гюго, Дж. Байрона, Данте Алигьери. При жизни не имел возможности быть опубликованным, поэтому произведения и переводы Обуховича распространялись в рукописях, по той же причине сохранилась только их небольшая часть. В «Белорусском календаре на 1915» напечатаны его басни «Оборотень» и «Старшина», в виленской газете «Гоман» (1916, № 33-40, 49) — фрагменты из мемуаров. Вёл дискуссию с Ф. Богушевичем о пуризме и диалектной основе белорусского языка.

## Произведения
- Беларускія пісьменнікі другой паловы XIX стагоддзя: Зб. тэкстаў. Мн., 1956
- Творы. Мн., 1991.